# Subdivisões do Camboja
O Camboja está dividido  em 24 províncias (khaet). As províncias estão subdivididas em distritos (srok), que, por sua vez, são subdivididos em comunas (khum). Os municípios estão subdivididos em seções (khan),  subdivididas em quarteirões (sangkat). 
A capital do país, Phnom Penh, não é um província, mas uma área administrativa especial. Entretanto, é incluída como a 25ª província, uma vez que é administrada no mesmo nível que as outras 24 províncias. 
Os nomes das províncias são os mesmos que os de suas respectivas capitais, com exceção de Banteay Meanchey, Kandal, Mondulkiri, Oddar Meanchey, Rattanakiri, Koh Kong, Kampong Thom, Takeo e Kampong Speu. A mais nova província  é Tbong Khmum, criada através de um decreto-real assinado em 31 de dezembro de 2013 pelo rei Norodom Sihamoni. Foi separada da província de Kampong Cham, sendo formada por 6 distritos.
|                                          |                  | Província             | Capital | Território (km²) | Habitantes |
| ---------------------------------------- | ---------------- | --------------------- | ------- | ---------------- | ---------- |
| 1                                        | Banteay Meanchey | Sisophon              | 6 679   | 678 033          |            |
| 2                                        | Battambang       | Battambang            | 11 702  | 1 036 523        |            |
| 3                                        | Kampong Cham     | Kampong Cham          | 9 799   | 1 680 694        |            |
| 4                                        | Kampong Chhnang  | Kampong Chhnang       | 5 521   | 472 616          |            |
| 5                                        | Kampong Speu     | Kampong Speu          | 7,017   | 716 517          |            |
| 6                                        | Kampong Thom     | Kampong Thom          | 13 814  | 708 398          |            |
| 7                                        | Kampot           | Kampot                | 4 873   | 627 884          |            |
| 8                                        | Kandal           | Ta Khmau              | 3 568   | 1 265 805        |            |
| 9                                        | Keb(1)           | Keb                   | 336     | 40 280           |            |
| 10                                       | Koh Kong         | Koh Kong              | 11 160  | 139 722          |            |
| 11                                       | Kratié           | Kratié                | 11 094  | 318 523          |            |
| 12                                       | Mondul Kiri      | Sen Monorom           | 14 288  | 60 811           |            |
| 13                                       | Oddar Mean Cheay | Samraong              | 6 158   | 185 443          |            |
| 14                                       | Pailin(1)        | Pailin                | 803     | 70 482           |            |
| 15                                       | Phnom Penh(1)    | Phnom Penh            | 678     | 1 501 725        |            |
| 16                                       | Preah Vihear     | Phnum Tbeng Mean Chey | 13 788  | 170 852          |            |
| 17                                       | Sihanoukville(1) | Sihanoukville         | 868     | 199 902          |            |
| 18                                       | Pursat           | Pursat                | 12 692  | 397 107          |            |
| 19                                       | Prey Veng        | Prey Veng             | 4 883   | 947 357          |            |
| 20                                       | Ratanakiri       | Banlung               | 11 094  | 318 523          |            |
| 21                                       | Siem Reap        | Siem Reap             | 10 299  | 896 309          |            |
| 22                                       | Stung Treng      | Stung Treng           | 11 092  | 111 734          |            |
| 23                                       | Svay Rieng       | Svay Rieng            | 2 966   | 482 785          |            |
| 24                                       | Takéo            | Takéo                 | 3 563   | 843 931          |            |
| 25                                       | Tbong Khmum      | Suong                 | s/d     | 754 000          |            |
| (1) Município com estatuto de província. |                  |                       |         |                  |            |